# Kostel svatého Kříže (Praha)
Kostel svatého Kříže v Praze na Novém Městě je římskokatolický filiální kostel, spadá pod farnost u kostela sv. Jindřicha a sv. Kunhuty. Klasicistní stavba byla postavena v roce 1824 při piaristické koleji a gymnáziu na nároží ulic Na Příkopě a Panské.

## Historie

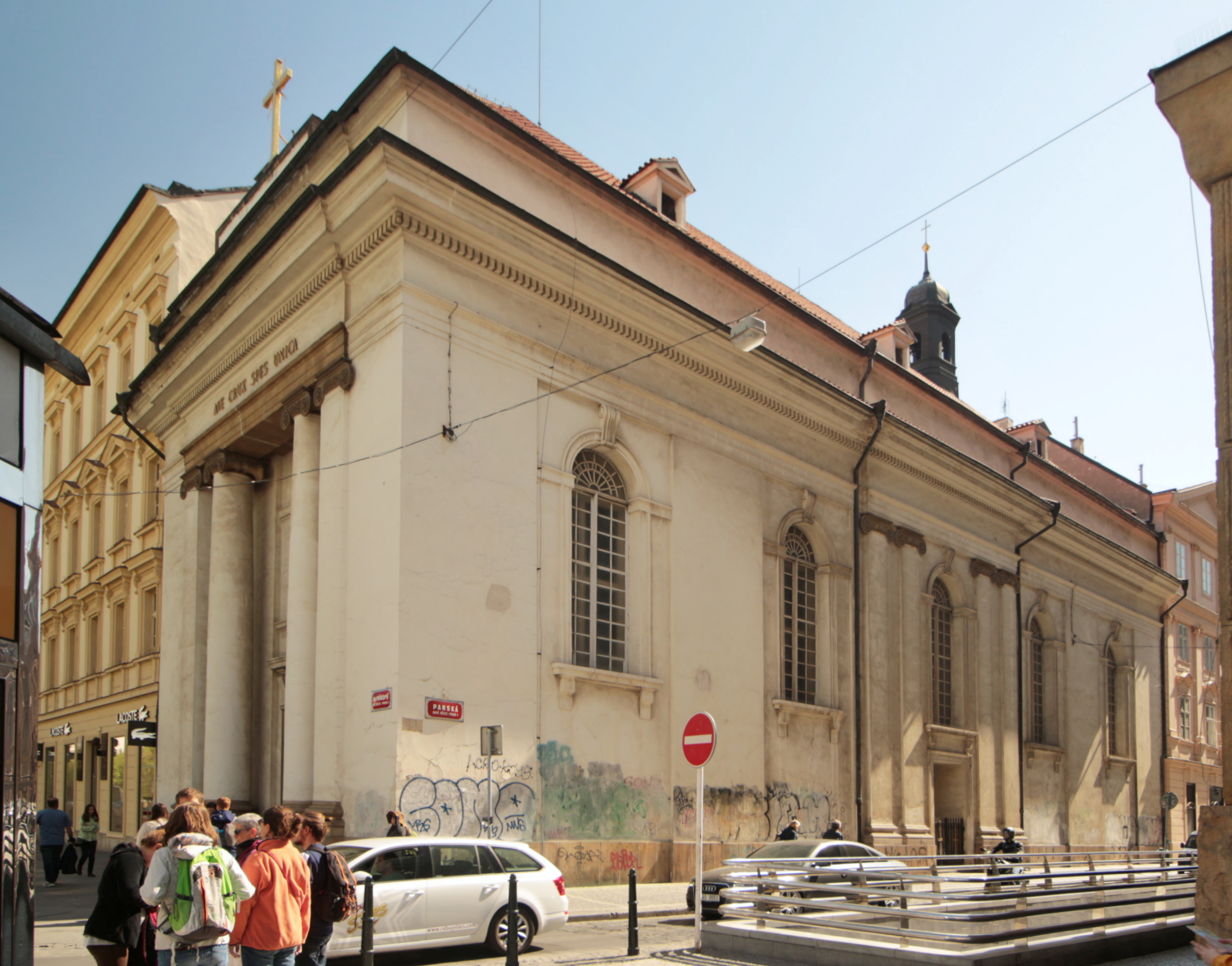
Kostel svatého Kříže, pohled z ulice Na příkopě

Kostel byl postaven po zboření dvou měšťanských domů a měl sloužit jako školní chrám gymnázia piaristů, protože dosavadní kapacita školní kaple sv. Josefa Kalasanského nedostačovala.. Byl zasvěcen Svatému Kříži a svatému Josefu Kalasanskému, patronu řádu piaristů. Vysvěcení dne 9. května 1824 provedl pražský dómský probošt František Karoli (1766–1833).
Je to jednolodní podélná sálová stavba s klenutou apsidou ve stylu novoklasicismu v letech 1816–1824. Autorem projektu byl český architekt a profesor polytechniky Jiří Fischer (1768–1828); stavitelem byl Jindřich Hausknecht. Kostel byl postaven z prostředků gubernia a s příspěvkem císaře Františka I. při klášteře řádu školských bratří piaristů, založeném roku 1758 spolu s chlapeckým gymnáziem v Panské ulici.
Roku 1923 byl kostel propůjčen řeckokatolíkům a probíhaly přípravy na zřízení řeckokatolické farnosti při tomto chrámu. Roku 1929 se pražským řeckokatolickým administrátorem stal novokněz Vasiľ Hopko. Součástí byla i plánovaná přestavba, aby chrám odpovídal požadavkům byzantské liturgie. Proti této přestavbě se postavil Státní památkový úřad. Řeckokatolíkům pražský arcibiskup roku 1931 nakonec nabídl kostel sv. Klimenta v Klementinu, farnost byla zřízena o 2 roky později.
V roce 1938 byl podle dohody mezi Zemským úřadem a pražským arcibiskupstvím zavřený kostel předán do správy ředitele salesiánského díla v Praze, kterým v té době byl pozdější biskup litoměřický a kardinál Štěpán Trochta. Ten postavil Salesiánský ústav pro chlapce v Praze - Kobylisích a s tehdy novou myšlenkou výchovy mládeže v duchu zakladatele salesiánů, turínského kněze sv. Jana Boska, seznamoval pražskou veřejnost i prostřednictvím působení salesiánů v kostele Sv. Kříže.
V roce 1938 byl kostel uzavřen, roku 1950 zrušen a odňat salesiánům. O jeho obnovu v roce 1968 se postarali opět salesiáni v čele s kardinálem Štěpánem Trochtou a Václavem Komárkem, který se zde roku 1969 stal výpomocným knězem.

## Popis

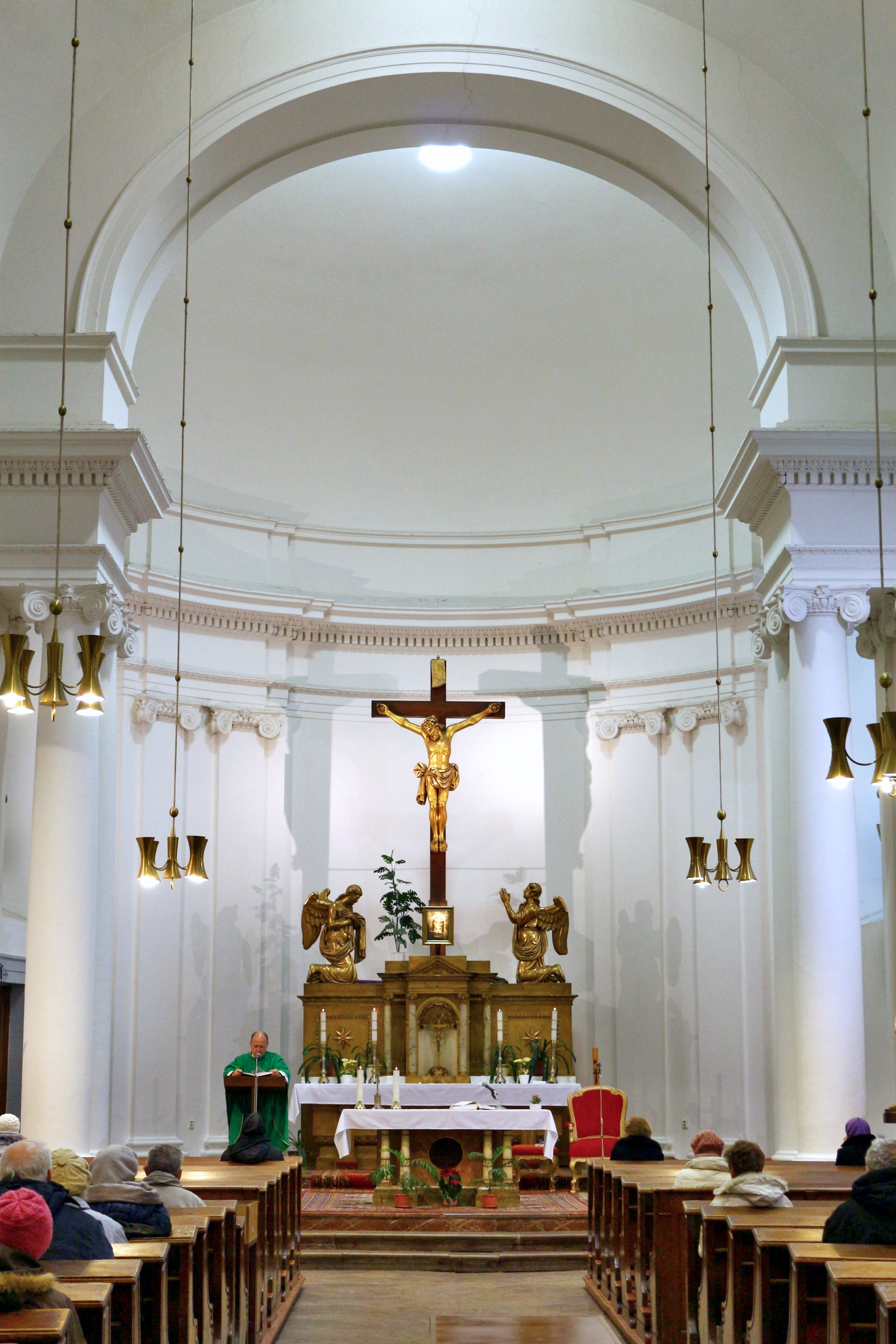
Interiér kostela

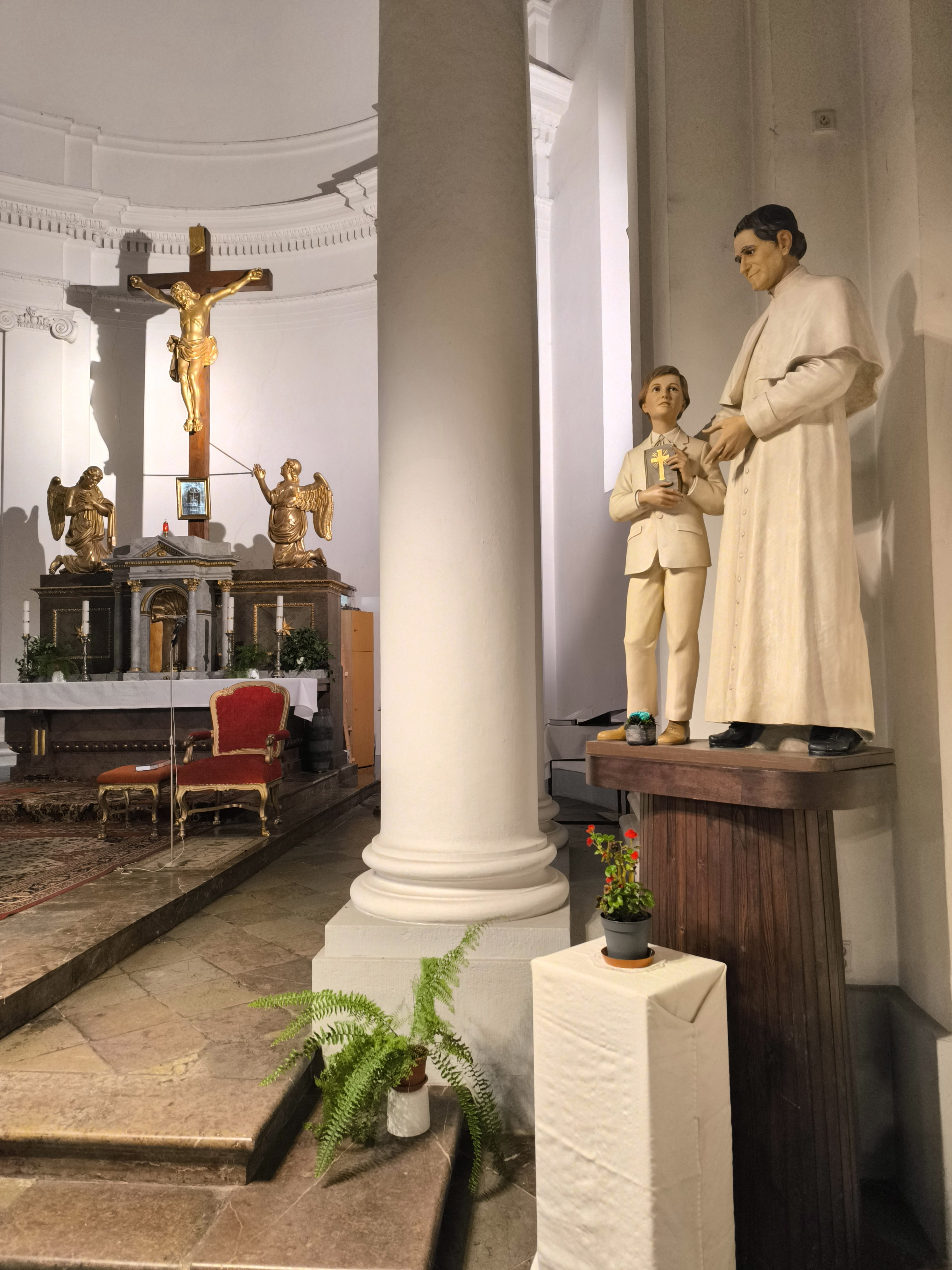
Hlavní oltář a sousoší Dona Bosca s chlapcem

Jednoosé průčelí kostela člení vchod mezi dvěma sloupy a dvěma pilastry s iónskými hlavicemi. Nad vstupem je umístěn latinský nápis „AVE CRUX SPES UNICA“ (Zdráv buď kříži, jediná naděje). Na atikovém nástavci je zlatý kříž.  Kostel má jen malou sanktusovou věžičku, ve které visí zvon z  českobudějovické dílny Rudolfa Pernera z roku 1939.

## Interiér
Kostel je jednolodní s odstupněným závěrem a polokruhovou apsidou. Z původního vnitřního zařízení z let 1822–1824 se na místě dochovala jen menza hlavního oltáře s dřevěným svatostánkem a na ní dřevořezba kříže, adorovaného dvěma sochami poklekajících andělů. Kazatelna, obrazy, socha Bolestné madony i barokní kopie Pražského Jezulátka (s dedikací z roku 1718) byly odstraněny. Nahradila je sériová socha Panny Marie ze závěru 19. století a sousoší Dona Bosca s chlapcem ze 30. let 20. století. Na severní stěně lodi je zavěšena fotokopie Turínského plátna v životní velikosti.